# Henryk Jasomirgott
Henryk Jasomirgott (ur. 1107, zm. 13 stycznia 1177 w Wiedniu) – władca Austrii i książę Bawarii z dynastii Babenbergów.  

## Pochodzenie i młodość
Urodził się w 1107 roku jako drugi syn margrabiego Leopolda III Świętego z jego drugiego małżeństwa z Agnieszką von Waiblingen, córką cesarza Henryka IV Salickiego i wdową po księciu Szwabii Fryderyku I Szwabskim. Jego rodzeństwem byli między innymi Adalbert II Pobożny, Leopold IV Szczodry, Agnieszka, żona Władysława II Wygnańca i Gertruda, żona Władysława II, natomiast z pierwszego małżeństwa matki jego braćmi byli książę Szwabii Fryderyk II Jednooki i król rzymski Konrad III. Ojciec Henryka w 1125 roku zrezygnował z ubiegania się o wybór na króla rzymskiego, którym został ostatecznie Lotar III.
Kiedy w 1136 roku zmarł Leopold III jego następcą w Austrii został jego młodszy syn Leopold IV. Pod koniec kwietnia 1140 r. jego przyrodni brat Konrad III jako nowy król rzymski nadał Henrykowi w lenno Palatynat Reński, z którego ten zrezygnował po śmierci Leopolda IV 18 października 1141 roku, kiedy objął po zmarłym bracie władzę w Marchii Austriackiej.

## Henryk Jasomirgott jako margrabia Austrii i książę Bawarii
W maju 1142 roku Henryk Jasomirgott poślubił Gertrudę, wdowę po księciu Henryku X Pysznym i dziedziczkę cesarza Lotara. Decyzję o tym małżeństwie podjęto podczas Sejmu Rzeszy we Frankfurcie, mając na celu załagodzenie konfliktu między Welfami a Hohenstaufami, ponieważ w tym samym czasie nieletni syn Gertrudy Henryk Lew musiał zrzec się Bawarii, aby otrzymać w zamian władane dawniej przez jego ojca księstwo Saksonii. W wyniku temu małżeństwa w połowie stycznia 1143 roku król Konrad III nadał księstwo Bawarii jako lenno Henrykowi. Śmierć Gertrudy 18 kwietnia 1143 r. przy narodzinach ich jedynej córki Richardis skłoniła stronnictwo sprzyjającego Welfom do ponownego podniesienia roszczeń, aby księstwo Bawarii przypadło synowi Gertrudy, Henrykowi.
W 1147 roku Henryk wziął udział jako książę Bawarii w II wyprawie krzyżowej. Po podjęciu odpowiednich przygotowań do wyprawy i pożyczeniu pieniędzy na jej sfinansowanie od klasztorów pozostawił władzę nad swoimi dziedzinami młodszemu bratu Konradowi i w maju 1147 r. drogą z Ratyzbony wzdłuż Dunaju w kierunku Wiednia, a następnie przez Węgry przyłączył się do kampanii króla Konrada III. Podczas wyprawy Henryk pozostawał stale w towarzystwie swojego przyrodniego brata, króla rzymskiego. 25 października 1147 roku krucjata Konrada III zakończyła się katastrofą pod Doryleum w Azji Mniejszej. W bitwie zginęła większość jej uczestników po stronie niemieckiej. Do nielicznej grupy ocalałych poza samym Konradem III należeli Henryk Jasomirgott i jego bratanek, książę szwabski Fryderyk, późniejszy cesarz. W drodze powrotnej do Ratyzbony pod koniec 1148 roku, podczas gościny u cesarza bizantyjskiego Manuela I Komnena, Henryk poślubił jego bratanicę Teodorę Komnenę, córkę sebastokratora Andronika Komnena a wnuczkę cesarza Jana II Komnena i Ireny węgierskiej. Małżeństwo to przyniosło dynastii Babenbergów znaczny prestiż. Henryk miał troje dzieci z Teodorą Komneną:
- Agnieszka austriacka (około 1154 – 13 stycznia 1182), żona króla Węgier Stefana III, a później księcia Karyntii Hermana;
- Leopold V, książę Austrii (1157 – 31 grudnia 1194);
- Henryk I, książę Mödling (1158 – 31 sierpnia 1223), żonaty z Richenzą, córką księcia czeskiego Władysława II[2].

Po śmierci króla Konrada III, przyrodniego brata Henryka, Fryderyk (Barbarossa) ze Szwabii (bratanek Konrada, a tym samym również bratanek Henryka) został wybrany królem rzymskim 4 marca 1152 r. Poparcie otrzymane przez nowego władcę podczas elekcji od Henryka Lwa, a także bliskie więzy pokrewieństwa pomiędzy nim a Welfem (matka Fryderyka była siostrą Henryka X Pysznego) skłoniły go do podjęcia próby zakończenia długoletniej waśni pomiędzy oboma rodami. Wiązało się to jednak z odebraniem Henrykowi Jasomirgottowi księstwa Bawarii i zwrócenia go Welfom. Fryderyk chciał doprowadzić tę kwestię do końca jeszcze przed planowaną wyprawą do Rzymu w celu ukoronowania się na cesarza rzymskiego. W tym celu zwołał on Sejm Rzeszy do Würzburga — jednak Henryk, który przewidział zamiary króla, nie stawił się na nim, zasłaniając się nieprawidłowym wezwaniem. Po kilku bezskutecznych próbach rozwiązania sporu, Fryderyk zdecydował się nie zwlekać dłużej z wyprawą do Rzymu i został koronowany na cesarza 18 czerwca 1155 roku. Po powrocie na ziemie niemieckie Fryderyk podjął ostateczną decyzję o zwrocie Bawarii Henrykowi Lwowi. Po odbyciu pertraktacji z Henrykiem Jasomirgottem podczas tajnego spotkania 5 czerwca 1156 w pobliżu bawarskiej stolicy, Ratyzbony, cesarz zwołał w Ratyzbonie kolejny zjazd, na którym 8 września Babenbergowie oficjalnie zrzekli się księstwa bawarskiego na rzecz Welfów. Aby zrekompensować Babenbergom tę stratę, władana przez nich Marchia Austriacka została za wyraźną zgodą książąt Świętego Cesarstwa Rzymskiego z księciem czeskim Władysławem II na czele podniesiona do rangi księstwa.

## Henryk Jasomirgott jako książę Austrii
Układ ten potwierdzony został przez wydanie 17 września 1156 r. przez Fryderyka Barbarossę Privilegium Minus. Na jego mocy Austria została podniesiona do rangi księstwa i nadana w dziedziczne lenno Babenbergom. Poza tym cesarz zdecydował również, że dziedziczenie lenna będzie możliwe także w linii żeńskiej rodziny książęcej. W przypadku braku legalnego potomstwa, księciu pozwolono samodzielnie wyznaczyć następcę (libertas affectandi). Ten wyjątkowy w dotychczasowej historii Rzeszy przywilej należał jednak wyłącznie dożywotnio do Henryka Jasomirgotta i jego żony Teodory Komneny, ponieważ oboje nie mieli wówczas jeszcze dzieci, a żyjący rodzeni bracia Henryka, Otton z Fryzyngi i Konrad z Pasawy, wybrali karierę kościelną. Cesarz zastrzegł dla siebie prawo do nadania wybrańcowi inwestytury, jednak zobowiązał się do uszanowania wyboru Henryka. Obowiązek uczestniczenia przez księcia w Sejmie Rzeszy został ograniczony do przypadków, kiedy odbywał się on na ziemiach bawarskich, co oszczędzało władcom Austrii podróży po całym obszarze Rzeszy. Ponadto Austria była odtąd zobowiązana jedynie do dostarczania wojsk cesarzowi w wojnach toczących się w jej pobliżu. Henryk był jednak zobowiązany do dalszego wypełniania swoich dotychczasowych obowiązków margrabiego.
W przeciwieństwie do swego ojca, który rządził Marchią Austriacką głównie z Klosterneuburga, Henryk uczynił swoją główną rezydencją Wiedeń. Dzięki temu Wiedeń w swoim rozwoju prześcignął szybko miasta takie jak Krems, Melk i Klosterneuburg i pozostał na stałe stolicą Austrii. W 1147 roku z fundacji książęcej ukończono i 8 czerwca tego roku poświęcono pierwszy kościół w miejscu obecnej katedry św. Szczepana. Ten pierwotnie niewielki romański kościół znajdował się wówczas poza murami miasta. W bezpośrednim sąsiedztwie swojej rezydencji Am Hof, zbudowanej w latach 1155/56 Henryk ufundował w 1155 roku w Wiedniu Schottenstift (klasztor szkocki), gdzie miał zostać pochowany.
W długotrwałym konflikcie między cesarzem Fryderykiem I Barbarossą a papieżem i w związanych z nim wojnach Henryk popierał politykę bratanka, wikłając się jednak przy tym w konflikty z sąsiadami, tocząc wojny graniczne głównie z Węgrami i Czechami.

## Śmierć
W latach siedemdziesiątych XII w. książę czeski Sobiesław II dokonywał kilkakrotnie wypraw łupieżczych na Austrię, na które Henryk odpowiadał karnymi ekspedycjami. Podczas jednej z takich wypraw, 29 listopada 1176 r., książę spadł z koniem ze zbutwiałego mostu w pobliżu Melk i doznał złamania szyjki kości udowej. Będący w podeszłym wieku Henryk II nie podniósł się już z odniesionych obrażeń i zmarł 13 stycznia 1177 r. w Wiedniu. Zgodnie ze swoją ostatnią wolą został pochowany w klasztorze Schottenstift.